# Mambesak
Mambesak was een West-Papoeaanse muziekgroep, opgericht in 1978 op de Cenderawasih-universiteit. 
Mambesak verwoordde de politieke zorgen van de Papoeaanse bevolking, bijvoorbeeld over milieuproblemen door de mijnindustrie. In 1984 werd de frontman van de groep, Arnold Ap, vermoord door het Indonesische leger. Mambesak vormde de inspiratie voor de oprichting van vergelijkbare Papoeaanse muziekgroepen.